# FH Gesundheit Tirol

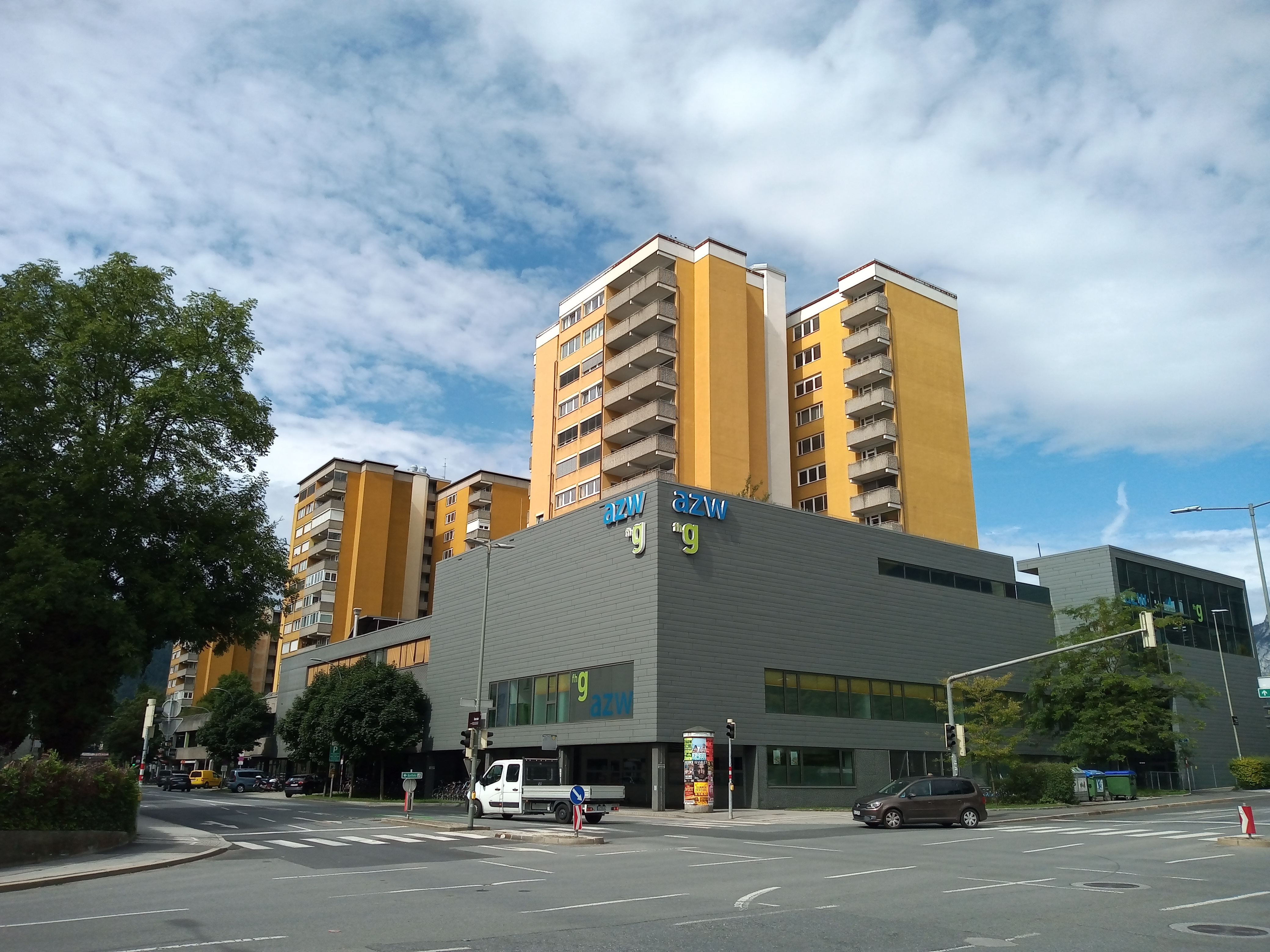
FH Gesundheit am Innrain in Innsbruck

Die fh gesundheit ist eine Fachhochschule mit Sitz in Innsbruck, Österreich. Sie bietet Bachelor- und Master-Studiengänge sowie Hochschullehrgänge im Bereich der Gesundheit, gesundheitsnahen und sozialen Berufe an. Eigentümer der fhg – Zentrum für Gesundheitsberufe Tirol GmbH sind zu 74 % die Tirol Kliniken und zu 26 % die UMIT. Die fh gesundheit befindet sich am Innrain 98 in Innsbruck. Für den FH-Bachelor-Studiengang Gesundheits- und Krankenpflege gibt es weitere Standorte in Lienz, Kufstein, Reutte, Schwaz und Zams.